# Worms Rumble
Worms Rumble es un videojuego de acción de 2020 desarrollado y distribuido por Team17. Un spin-off de la serie Worms, el juego fue lanzado para Microsoft Windows, PlayStation 4 y PlayStation 5 en diciembre de 2020, y para Nintendo Switch, Xbox One y Xbox Series X/S en junio de 2021.

## Jugabilidad
A diferencia de sus predecesores, Worms Rumble es un juego 2.5D de acción en tiempo real. En Rumble, los jugadores asumirán el papel de gusanos antropomórficos y competirán entre ellos en distintos modos, incluyendo Death Match, Last Worm Standing y Last Squad Standing. El juego cuenta con una variedad de armas exóticas, como una lanzadora de ovejas, rayos láser y torretas centinela, que pueden usarse para vencer a los enemigos. Los jugadores también adquieren jet packs y garfios para navegar fácilmente por el entorno.A medida que progresen en el juego, ganarán puntos de experiencia para desbloquear cosméticos y personalizar a sus avatares jugables.

## Desarrollo
Team17 anunció Worms Rumble el 3 de julio de 2020 para celebrar su 25.° aniversario de la serie Worms. Es el primer juego de la serie desde Worms W.M.D (2016). El juego está visto como un spin-off en lugar de una entrega principal de la franquicia, ya que reemplaza la jugabilidad de artillería por turnos tradicional de la serie con combate en tiempo real. Se lanzó una beta abierta del juego el 6 de noviembre de 2020. El juego fue lanzado para Windows, PlayStation 4 y PlayStation 5 el 1 de diciembre de 2020 con juego cruzado. Team17 anunció los ports de Worms Rumble para Nintendo Switch, Xbox One y Xbox Series X/S para un lanzamiento planeado en 2021. Las nuevas versiones fueron lanzadas el 23 de junio de 2021 e incluyen trajes exclusivos de cada plataforma. El juego fue incluido en el servicio Game Pass de Xbox en la misma fecha, con ediciones físicas para todas las plataformas lanzadas el 13 de julio de 2021.

## Recepción
De acuerdo al sitio web agregador de reseñas Metacritic, el juego ha recibido reseñas mixtas. Christian Donlan de Eurogamer ha llamado al juego «una delicia agitada en tiempo real» y señaló que Rumble «subvierte completamente a Worms». Fraser Brown de PC Gamer escribió que el juego es divertido de jugar, pero expresó su decepción por el juego desviándose demasiado de la fórmula de jugabilidad establecida esperada de la serie. Chris Carter de Destructoid le otorgó al juego un 7/10, elogiando su jugabilidad y diseño de mapas mientras lamentaba la falta de contenido del juego. Menos de 11 meses después de su lanzamiento en Windows, las reseñas de Steam declararon al juego imposible de jugar, debido a su modo exclusivamente multijugador y su ausencia de jugadores.